# Randall Davidson
Lord Randall Thomas Davidson, I Barone Davidson di Lamberth (Edimburgo, 7 aprile 1848 – Londra, 25 maggio 1930) è stato un arcivescovo anglicano britannico.
Il più longevo arcivescovo di Canterbury dai tempi dello scisma anglicano, Davidson fu anche il primo ad abdicare dall'incarico.

## Biografia
Randall Davidson nacque in una famiglia di presbiteriani scozzesi nel 1848 e si convertì all'anglicanesimo durante gli studi all'Harrow School. Successivamente studiò storia e giurisprudenza al Trinity College dell'Università di Oxford, laureandosi nel 1871. Fu ordinato sacerdote nel 1874 e, dopo un breve periodo come curato, divenne cappellano e segretario dell'arcivescovo di Canterbury Archibald Campbell Tait, tramite cui divenne confidente della regina Vittoria. Sposato con Edith Murdoch Tait dal 1978, nel 1883 fu nominato decano di Windsor e nel 1891 fu consacrato vescovo di Rochester. Fu traslato a Winchester nel 1895 e nel 1903 fu proclamato arcivescovo di Canterbury.
Nei venticinque anni trascorsi come primate d'Inghilterra, Davidson mantenne la chiesa anglicana unita, tentando di conciliare le divisioni interne tra evangelici e anglo-cattolici. Sotto la sua guida, la Chiesa d'Inghilterra riuscì ad ottenere una relativa emancipazione dal controllo dello stato, anche se i tentativi di Davidson di riformare il Libro delle preghiere comuni furono vanificati dal Parlamento. Pur cercando sempre di mantenere la Chiesa distante dalla vita politica, si prodigò affinché il Parliament Act 1911 fosse approvato, invitò alla moderazione i due schieramenti della guerra d'indipendenza irlandese e, pur ritenendo la prima guerra mondiale una guerra giusta, condannò l'uso di armi chimiche, raid aerei e attacchi ai civili. Promotore dell'unità tra cristiani, Davidson collaborò con altri leader religiosi e promosse il dialogo ecumenico.
Nel novembre 1928, ormai ottantenne, si dimise dalla carica di arcivescovo di Canterbury e fu proclamato pari del regno. Ritiratosi a vita privata, morì diciotto mesi più tardi.